# Энрике Энрикес Младший
Энрике Энрикес Младший «эль-Мозо» (ум. 1366) — кастильский дворянин. Сын Энрике Энрикеса Старшего («эль-Вьехо»), сеньора Пуэбла-де-лос-Инфантес, и Эстефании Родригес де Себальос, сеньоры Вильяльба-де-лос-Баррос и Вадо-де-лас-Эстакас.
Сеньор Вильяльба-де-лос-Баррос, Ногалес, Альмендраль, Ла-Парра, Бехихар и других городов, а также занимал должности главного аделантадо андалузской границы, главного судьи королевства, главного каудильо епископства Хаэн, главного альгвасила Севильи и кавалера Ордена Банды.
Правнук короля Кастилии и Леона Фердинанда III.

## Семейное происхождение
Он был сыном Энрике Энрикеса (ум. до 1323) и Эстефании Родригес де Себальос. По отцовской линии его дедом и бабкой были инфант Энрике Кастильский «Сенатор» (1230—1303), сын короля Кастилии Фердинанда III, и Майор Родригес Печа. По его материнской линии были его бабушка и дедушка Родриго Гонсалес де Себальос, главный алькальд Толедо и главный аделантадо Мурсии, и его жена, Мария Фернандес де Кавьедес, сеньора Кавьедес, Ламадрид и Ла-Ревилья.

## Биография

### Правление Альфонсо XI (1307—1350)
Дата его рождения неизвестна. В 1307 году Эстефания Родригес де Себальос, мать Энрике Энрикеса эль-Мозо, уступила с согласия своего мужа свое сеньорию Вильяльба-де-лос-Баррос своему сыну Энрике, и это дарение было подтверждено документом, выданным в городе Вальядолид, 12 апреля 1320 года королем Кастилии Альфонсо XI.
Дата смерти его отца, Энрике Энрикеса, неизвестна, хотя она должна была произойти до 28 февраля 1323 года, поскольку в этот день его жена записана как вдова в документе, выданном в городе Севилье. В августе 1326 года Энрике Энрикес эль-Мозо сражался вместе со многими другими дворянами в битве при Гуадальорсе, в которой кастильские войска под командованием дона Хуана Мануэля, внука Фернандо III Кастильского, нанесли поражение мусульманским войскам.
В 1331 году он стал рыцарем Ордена Банды, который был основан королем Альфонсо XI в том же году, а два года спустя, в 1333 году, король уступил ему город Альмендраль, расположенный в нынешней провинции Бадахос. 19 сентября 1335 года, когда Альфонсо XI находился в городе Торо, половина деревни Эспехилья, расположенной в районе Альхарафе Севильи, была уступлена Энрике Энрикесу, занимавшему должность главного королевского судьи. В 1336 году кастильские войска под командованием Энрике Энрикеса эль-Мозо, Педро Понсе де Леон эль-Вьехо, сеньора Марчены, и Хуана Алонсо Переса де Гусмана-и-Коронеля, сеньора Санлукар-де-Баррамеда, и сын Алонсо Переса де Гусмана, разбили войска короля Португалии Афонсу IV в битве при Вильянуэва-де-Баркаррота и своей победой вынудили португальцев снять осаду с Бадахоса.
В 1340 году, исполняя обязанности главного каудильо епископства Хаэн, он сражался в битве при Саладо, в которой христианские войска нанесли поражение мусульманам, и после указанной битвы король Альфонсо XI оставил Энрике Энрикеса и его сыновей Алонсо и Фернандо на границах епископство Хаэна вместе с Хуаном Руисом де Баеса, сеньором Ла-Гуардиа, Мелендесом де Сотомайором, сеньором Ходара и Бедмара, и Алонсо Мелендесом де Гусманом, магистром Ордена Сантьяго.
1 декабря 1341 года, когда Альфонсо XI находился в мадридском муниципалитете Робледо-де-Чавела, он уволил Энрике Энрикеса с должности судьи Баэсы по требованию городского совета, и в то же время король вернул в упомянутый город привилегия назначать своих собственных судей и алькальдов в соответствии с тем, что было включено в Fuero de Cuenca, которым управлял город Баэса и которое было даровано королем Фернандо III Кастильским. И в тот же день Альфонсо XI захватил деревню Бехихар у Энрике Энрикеса, которую тот отдал ему в 1341 году, и вернул её совету Баэсы, которому она ранее принадлежала.
В 1343 году король Альфонсо XI подарил Энрике Энрикесу эль-Мозо деревню Ла-Парра, расположенную в нынешней провинции Бадахос, а годом позже, в 1344 году, он завладел городом Ногалес, который был продан в 1340 году Альфонсо XI Лоренцо Васкесом де ла Фуэнтесека на сумму 70 000 мараведи, которые монарх впоследствии передал Педро Каррильо. Но последний, обнаружив, что ему нужны ресурсы для участия в войне против мусульман, запросил у Энрике Энрикеса эль-Мозо ссуду в размере 40 000 мараведи и в качестве гарантии возврата ссуды указал город Ногалес, который в 1344 году окончательно перешел в руки Энрике Энрикеса из-за неспособности Педро Каррильо выплатить предоставленную ссуду. В дополнение к сеньориям, которые он унаследовал и которые были подарены ему королем, Энрике Энрикес приобрел ряд земель в регионе Эстремадура Тьерра-де-Баррос, чтобы увеличить свою ренту и доход и округлить владения, которые были в их власти, составляя большинство из них с точки зрения Сальватьерра-де-лос-Баррос, Ла-Парра и Альфос-де-Бадахос.
Между мартом 1345 и мартом 1348 года Энрике Энрикес эль-Мозо занимал пост главного судьи королевского дома, ему предшествовал Гарсиласо II де ла Вега, сеньор ла Вега, а его сменил на той же должности Хуан Альфонсо де Бенавидес.

### Правление Педро I
19 мая 1358 года король Кастилии Педро I был назначен главным аделантадо андалузской границы, в то же время, когда он оставил пост главного альгвасила Севильи . Должность главного аделантадо на андалузской границе до этого времени занимал Фадрике Альфонсо де Кастилья, магистр Ордена Сантьяго и незаконнорожденный сын короля Альфонсо XI.
В 1361 году мусульмане из Гранады вторглись в королевство Кастилия и сожгли город Пил-де-Бесерро в Хаэне, и когда Энрике Энрикес эль-Мозо, Диего Гарсия де Падилья, магистр Ордена Калатравы, и Мен Родригес де Биедма, глава епископства Хаэна, находившиеся в городе Убеда, узнали об этом, покинули указанный город вместе с рыцарями своего совета и рыцарями других городов двинулись против мавров. Позднее, в битве при Линуэсе 21 декабря 1361 года, кастильцы полностью разгромили гранадцев, многие из них были убиты или взяты в плен, и мавры потеряли добычу, захваченную во время своего набега.
Король Педро I Жестокий схватил попавших в плен мусульман и пообещал заплатить по триста мараведи за каждого из них, хотя в итоге монарх не выплатил оговоренную сумму за пленников, вызвав тем самым гнев рыцарей, принимавших участие в кампании, которая стала вызывать подозрение у кастильского монарха.
15 января 1362 года Энрике Энрикес эль-Мозо сражался против мусульманских войск в битве при Гуадиксе, в которой последние одержали победу, а в упомянутой битве, ставшей для кастильцев катастрофой, магистр ордена Калатравы Диего Гарсиа де Падилья попал в плен к мусульманам, хотя через несколько дней был освобожден по приказу эмира Гранады Мухаммеда VI. 9 мая 1364 года, во время Войны двух Педро, король Кастилии Педро I приказал совету города Мурсии и Энрике Энрикесу эль-Мозо, который все еще занимал должность главного аделантадо на андалузской границе, чтобы он предоставил все необходимое Педро Фернандесу эль-Ниньо, главному аделантадо королевства Мурсия, чтобы последний мог сопротивляться внутри замка Аликанте, отвоеванного у арагонцев Педро I .
28 июня 1364 года Энрике Энрикес, как главный аделантадо границы Андалусии и главный каудильо епископства Хаэн, приказал совету Мурсии отправить в Эльче восемьдесят человек всадников и сто пехотинцев, в том числе копейщиков и арбалетчиков, чтобы потом отправиться с ними в город Аликанте. 16 августа 1364 года Энрике Энрикес эль-Мозо, который все еще занимал вышеупомянутые должности, приказал совету Мурсии, чтобы Альфонсо Перес де Гусман вместе с воинами города Мурсии отправился и вырубил фруктовый сад Ориуэла, которая находилась на арагонской территории.
Энрике Энрикес эль-Мозо умер до 20 марта 1366 года, поскольку ясно, что он уже умер в этот последний день. Хотя другие авторы ошибочно утверждали, что он умер в 1376 году. А после его смерти добрая часть земель и владений, которые он собрал на территории нынешней провинции Бадахос, перешла в собственность одной из его дочерей, Леонор Энрикес, которая получила, среди прочего, города Ногалес и Вильяльба-де-лос-Баррос вместе со всеми землями в их округах, которые были оценены в 170 000 мараведи после смерти своего отца.

## Погребение
Он был похоронен в исчезнувшем монастыре Сан-Франсиско-де-Севилья, который был разграблен, осквернен и сожжен французскими войсками во время испанской войны за независимость, а затем разрушен в 1841 году.

## Браки и потомство
Он впервые женился на Хуане де Гусман, дочери Педро Нуньеса де Гусмана и Хуаны Понсе де Леон. Его первая жена была праправнучкой по материнской линии короля Леона Альфонсо IX и сестрой Леонор де Гусман, любовницы Альфонсо XI и матери Энрике II Кастильского. В результате его первого брака родились двое детей:
- Алонсо Энрикес. Он был похоронен в исчезнувшем монастыре Сан-Франсиско в Севилье[16].
- Фернандо Энрикес. Главный аделантадо на андалусской границе от имени дона Хуана Мануэля и Фадрике Альфонсо де Кастилья, незаконнорожденного сына Альфонсо XI. Он женился на Санче Понсе де Кабрера, дочери Хуана Понсе де Кабрера (+ 1328), сеньора Кабры, и праправнучке Альфонсо IX Леонского. Похоронен в исчезнувшем монастыре Сан-Франсиско в Севилье[16].

Он заключил второй брак с Урракой Понсе де Леон, дочерью Педро Понсе де Леон, сеньора Пуэбла-де-Астурия, Кангаса и Тинео, майордома короля Кастилии Фердинанда IV, и Санчи Хиль де Часим. В результате их брака родилась дочь:
- Леонор Энрикес, сеньора Мельгар-де-Юсо, Вильяльба-де-лос-Баррос, Лахигера, Ходар и Ногалес. Она вышла замуж в первый раз за Алонсо Переса де Гусмана, сеньора Санлукар-де-Баррамеда (1339—1365), и во второй раз вышла замуж за Фернана Руиса де Кастро, сеньора Лемоса и Саррии (1338—1377), майордома и лейтенанта короля Кастилии Педро I.

Он заключил третий брак с Терезой де Аро, дочерью Альфонсо Лопеса де Аро, сеньора де Камерос, и Леонор де Салданья, и в результате их брака родилась дочь:
- Изабель Энрикес. Она вышла замуж за Гарси III Фернандеса Манрике де Лара, сеньора де Эстар и Сан-Мартин-де-Элинес и от этого союза произошли графы Кастаньеда и маркизы Агилар де Кампоо[17].

Вне брака у него было двое детей от одной женщины по имени севилья:
- Пер Энрикес де Севилья, сеньор Мельгар де Юсо. Упомянутые владения были переданы ему его сводной сестрой Леонор Энрикес по завещанию, дарованному в монастыре Санта-Клара-де-Бургос 9 октября 1394 года.
- Хуана Энрикес де Севильи. Она вышла замуж за Антона Паса, сеньора Каса Пас в Саламанке.